# Japanische Ente

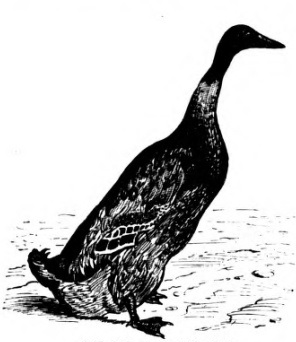
Abbildung einer Japanischen Ente in Dürigens Geflügelzucht von 1923.

Die Japanische Ente (Ahiru) ist eine alte japanische Entenrasse, die in Japan neben der kleinen wildfarbigen Hausente Kamo (ähnelt der Stockente) gezüchtet wurde. Sie ist eine Pinguinente aus dem süd- und ostasiatischen Raum.
Japanische Enten wurden erstmals 1878 in Europa durch die japanische Regierung auf der Pariser Weltausstellung gezeigt und anschließend durch Alexandre Geoffroy Saint-Hilaire, Direktor des Pariser Jardin d’Acclimatation (deutsch „Akklimatisations-Garten“), erworben, der sie weiter züchtete. Ein Stamm dieser Nachzucht kam 1879 nach Nürnberg zu J. F. Engelhard, der für eine weitere Verbreitung sorgte.

## Exterieur
Baldamus verglich die Gestalt der Japanesen mit der der Pekingenten und stellte fest, dass sie vielleicht eine in noch höherem Grade aufrechte, hochgereckte Haltung, den langen Körper und einen noch dünneren Hals und einen feineren, schmaleren Kopf hätten. Der Lege- oder Fettbauch sei noch stärker ausgeprägt. Dürigen setzte sie in Figur, Kopf, Schnabel, Augen und Hals eher den Laufenten gleich. Nur seien „sie größer, im Rumpf bzw. Hinterleib stärker“. Er beschrieb sie mit einem verhältnismäßig langen Körper, dünnem Hals, einem feinen, mageren Kopf, und einem kräftigen, langen, an der Wurzel hohen Schnabel. Ihr Rücken war breit und zwischen den ziemlich hohen und starken Füßen befand sich ein Fettsack (Fettbauch), der Dürigen an die Toulouser Gans erinnerte.

Pinguinenten im Vergleich
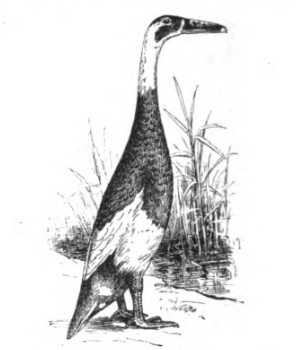
Laufente
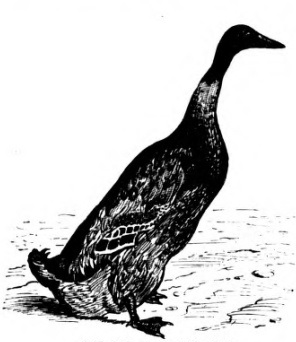
Japanische Ente
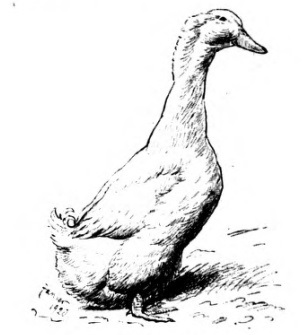
Pekingente

Die Länge der Erpel von Schnabel bis Schwanzspitze betrug 75, die der Enten 70 cm. Die Brustbreite, gemessen über die Flügel, 56 bzw. 50 cm. Ihre Körperhaltung war meist sehr aufrecht, bei Erregung ihrer Aufmerksamkeit „kerzengerade“. Das Gewicht der importierten Tiere betrug 4 kg für den Erpel und für die Enten 3 bis 3,5 kg.
Färbung und Zeichnung der Japanischen Ente ähnelt der der Wild- und Rouenente, ist jedoch heller. Der Unterkörper des Erpels ist fast ganz weiß.

## Nutzwert
Der Nutzwert der Japanesen soll hoch gewesen sein. J. F. Engelhard behauptete „der Schlag sei genügsam, hart, wenig Krankheiten ausgesetzt, lege fleißig Eier, liefere brauchbare Federn, vortreffliches und viel Fleisch.“
Die Legeleistung wurde mit durchschnittlich 90 Eiern im Jahr und einem Durchschnittsgewicht von 75,5 Gramm angegeben. Die Farbe der Schale war ähnlich der der Pekingenten öligweiß. Die Enten brüteten nicht, ihr Bruttrieb war nicht entwickelt.
Die Jungen zogen sich leicht auf und wuchsen schnell zu hohem Gewicht heran. Mit 6 Wochen waren sie völlig befiedert und wogen mit 8 Wochen 2 bis 2,5, mit drei Monaten 3 bis 3,5 kg. Im Alter von vier Monaten hatten sie gemausert und das Gewicht adulter Tiere erreicht.

## Verbleib
In Europa waren die Japanesen schon 1897 wieder verschwunden. Möglicherweise deshalb, weil in Fachzeitschriften die Rasseeigenschaften der Enten bestritten wurden und man sie zu Kreuzungen der Peking- und Rouenenten erklärte. Nach Baldamus sind auch tatsächlich solche Kreuzungen als echte japanische Enten ausgestellt worden, jedoch zweifelten weder Baldamus noch Bruno Dürigen die Rasse an. Beide beschrieben die Japanische Ente (Baldamus als Anas japonica, Dürigen als Anas domestica erecta) neben der Pekingente als Rassen, die sich aus dem Stamm der asiatischen Pinguinente entwickelten. Gleiches gilt für die Autoren Schmidt und Rudolph.